# Lerista distinguenda
Lerista distinguenda este o specie de șopârle din genul Lerista, familia Scincidae, descrisă de Werner 1910. Conform Catalogue of Life specia Lerista distinguenda nu are subspecii cunoscute.